# Colletes chalybaeus
Colletes chalybaeus là một loài Hymenoptera trong họ Colletidae. Loài này được Friese mô tả khoa học năm 1910.